# Hoyvík

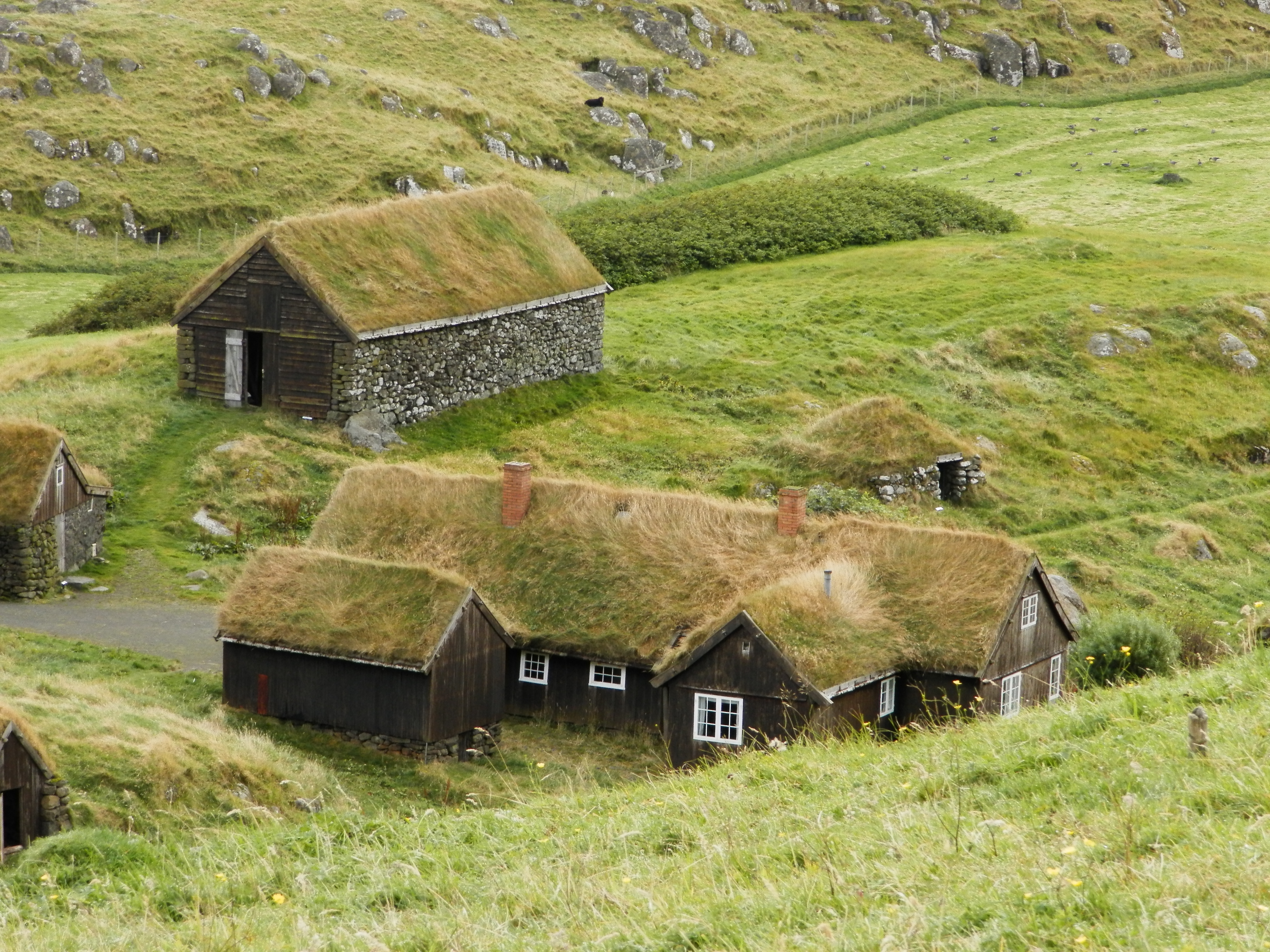
Der Hoyvíksgarður in Hoyvík, heute ein Freilichtmuseum.

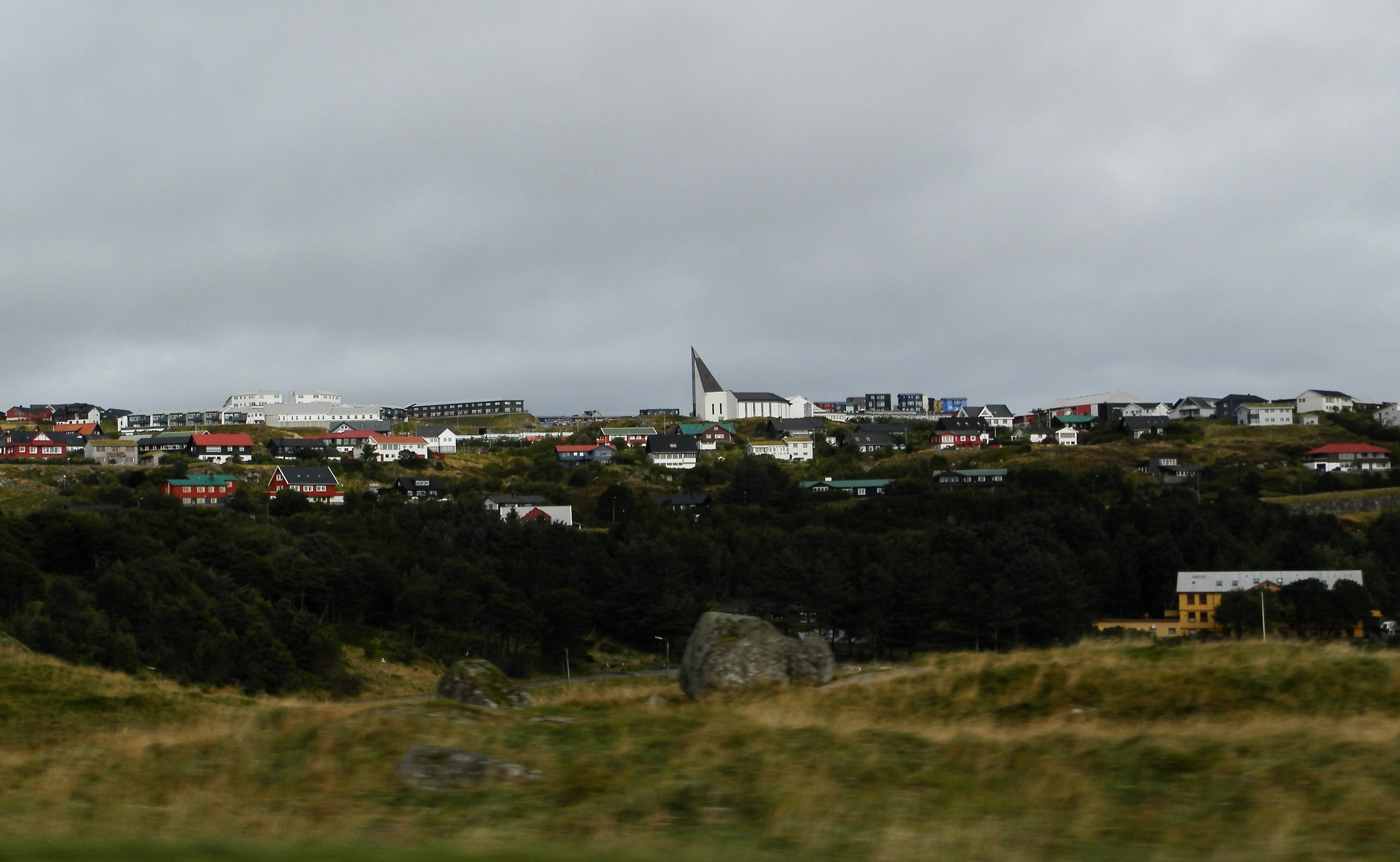
Der moderne Ortsteil im oberen Bereich von Hoyvík.

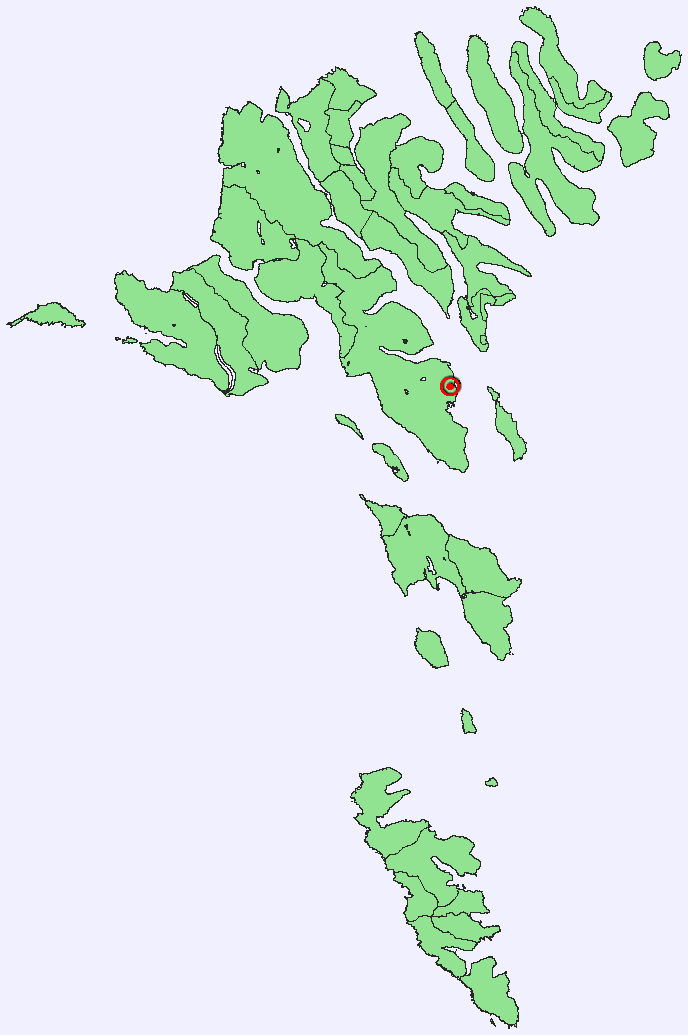
Lage von Hoyvík auf den Färöern

Hoyvík [ˈhɔivʊɪk] (dt. „Heubucht“, dänischer Name: Højvig) ist ein Ort der Färöer auf Streymoy, der mit der Hauptstadt Tórshavn zusammengewachsen ist und heute ihren nördlichen Vorort bildet.

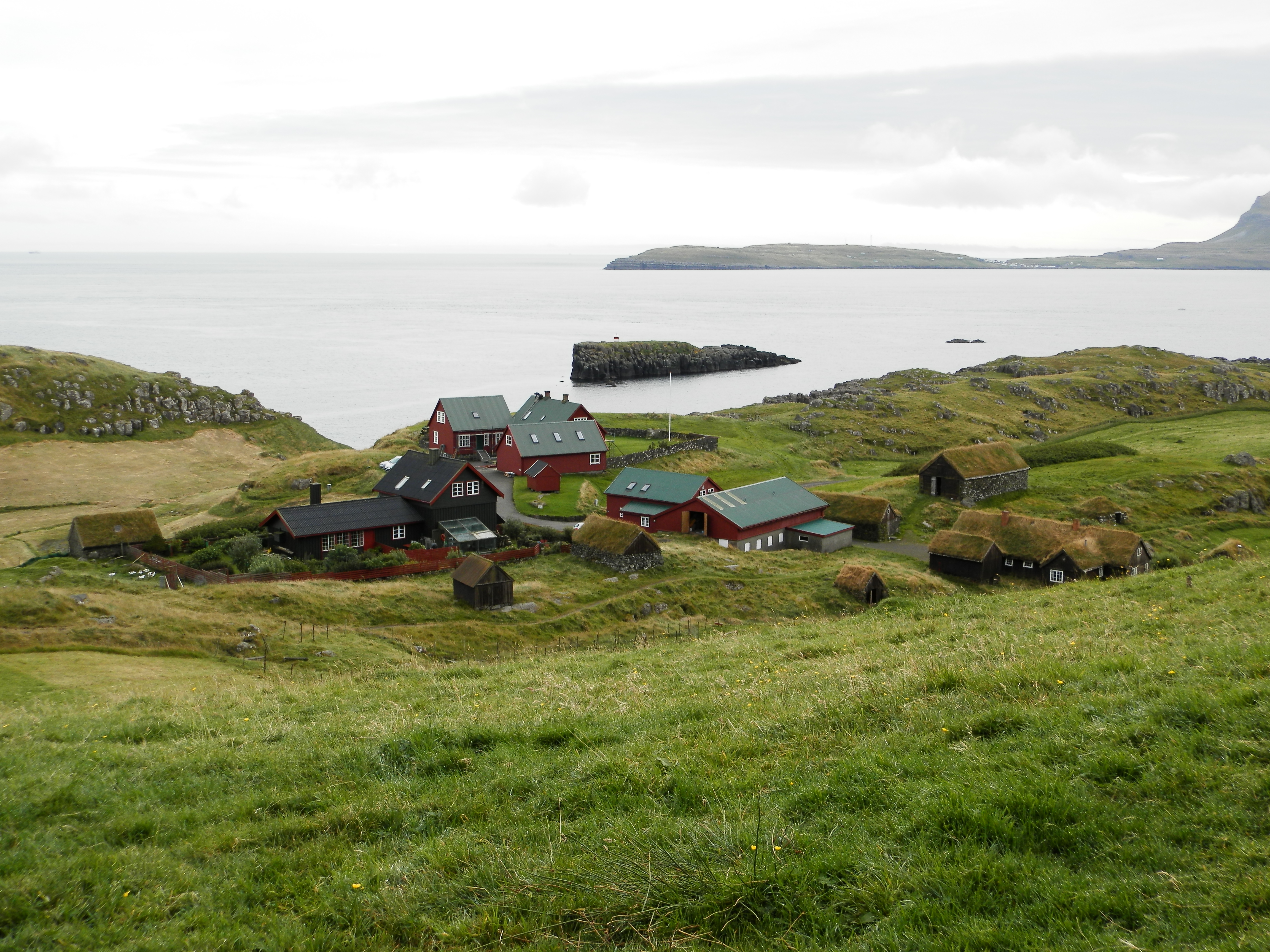
Blick von Hoyvík über den Nólsoyarfjord mit Hoyvíkshólmur und Nólsoy im Hintergrund

- Einwohner: 3134 (1. Januar 2011)
- Postleitzahl: FO-188
- Kommune: Tórshavnar kommuna

## Geographie
Hoyvík bildet den nördlichen Teil des Ballungsraums Tórshavn und liegt im Osten zum offenen Atlantik hin. Östlich vor Hoyvík liegt der 0,8 Hektar kleine, unbewohnte Hoyvíkshólmur, einer der elf Holme der Färöer. 1939 wurde hier ein kleiner Leuchtturm gebaut, der heute noch steht. 
Über den Holm hinweg genießt man den Ausblick über den Nólsoyarfjørður mit der Insel Nólsoy im Osten. Nordöstlich sieht man die Insel Eysturoy zu der ein unterseeischer Tunnel geplant ist.
Südlich befindet sich das Tal Hoydalar mit dem Gymnasium der Färöer (siehe dort). Das Tal bildet die Grenze zu Tórshavn.

## Geschichte

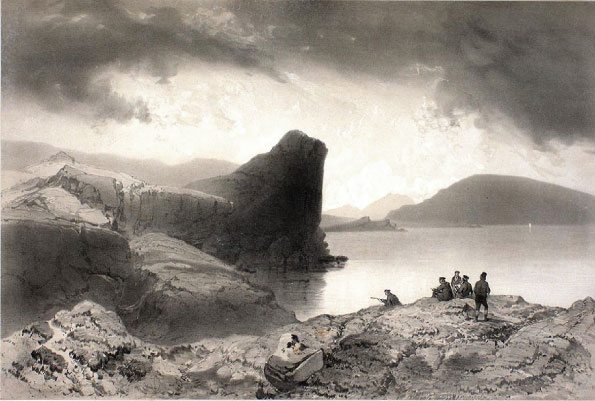
Hoyvík 1839

1584 wurde damit angefangen, auf den Färöern Flurbücher zu führen. Damals gab es zwei Königsbauernhöfe (vom dänischen König verpachtet) in Hoyvík. 1600 wurden sie zu einem Hof zusammengelegt. 1802 wurde der Hoyvíksgarður wieder in zwei gleich große Teile aufgeteilt. Pächter des einen Teils war der Landvogt (fúti) aus Tórshavn. Die andere Hälfte des Hofs verblieb bei der gleichen Familie, die ihn seit 1600 bis heute bewirtschaftet.
1920 wurde der Hof des Landvogts in eine landwirtschaftliche Versuchsstation umgewandelt. 1982 wurde sie nach Kollafjørður verlegt, und der Hof wurde zum Freilichtmuseum des Färöischen Nationalmuseums, das hier seinen Sitz hat.
Hoyvík wurde 1978 in Tórshavn eingemeindet und ist seitdem gewaltig gewachsen, da der Wohnraum in der Hauptstadt immer knapper wurde. Die Bebauung bilden meist Einfamilien- und Reihenhäuser. Charakteristisch für die Reihenhausketten ist ihre individuelle Buntheit nach dem Geschmack der jeweiligen Familie. Aufgrund des prognostizierten Bevölkerungswachstums der Hauptstadt wird hier weiterer (relativ preisgünstiger) Baugrund erschlossen. Die Stadtplanung sieht vor, dass hier 40 % Einfamilienhäuser, 40 % Reihenhäuser und 20 % Wohnhäuser mit maximal fünf Stockwerken entstehen.
Am 31. August 2005 wurde hier der Vertrag zwischen den Färöern und Island über die gemeinsame Wirtschaftszone unterzeichnet, siehe Hoyvíker Abkommen. 
Die Grundsteinlegung für die moderne Kirche Hoyvíks erfolgte im Juni 2005 durch Königin Margrethe II. Am 4. November 2007 wurde sie in Anwesenheit von rund 1.000 Besuchern durch Bischof Hans Jacob Joensen geweiht. Es ist die erste neue Kirche des Landes, seit die Volkskirche der Färöer selbständig wurde.
Es ist geplant, dass der Løgmaður, der Ministerpräsident der Färöer, künftig seine Dienstwohnung in Hoyvík haben soll.

## Persönlichkeiten
- Høgni Hoydal (* 1966), Vorsitzender der Republikanischen Partei
- Karsten Hoydal (1912–1990), Schriftsteller und Politiker
- Pauli Jacobsen (* 2002), Handballspieler
- Hákun West av Teigum (* 2002), Handballspieler